# Mariusz Jop
Mariusz Jop (* 3. srpna 1978, Ostrowiec Świętokrzyski, Polsko) je bývalý polský fotbalový obránce a reprezentant. Hrál na postu stopera (středního obránce). Mimo Polsko působil na klubové úrovni v Rusku v mužstvu FK Moskva.

## Klubová kariéra
- KSZO Ostrowiec Świętokrzyski (mládež)
- KSZO Ostrowiec Świętokrzyski 1995–1999
- Wisła Kraków 1999–2004
- →  Widzew Łódź (hostování) 2001
- FK Moskva 2004–2009
- Wisła Kraków 2009–2010
- Górnik Zabrze 2010–2011

## Reprezentační kariéra
V polském národním A-mužstvu debutoval v roce 2003.
S polskou reprezentací se zúčastnil mistrovství světa 2006 v Německu a EURA 2008 v Rakousku a Švýcarsku.